# Античка комедија
Назив комедија (гр. κωμωδια, lat. comedia) је сложеница за коју се претпоставља да је настала од грчке речи комос (гр. κωμος) „весела поворка“ и оиде (гр. ωδη) песма. Термин је означавао драмска дела веселе садржине која су се приказивала за време Великих или Градских Дионисија у 5. веку п. н. е. У њиховој структури хор је заузимао значајно место. Колико је познато, у сродној драмској врсти, која се развила око 500. п. н. е. у књижевности западних Грка на Сицилији (Епимарх), хор није учествовао. Та су се дела означавала као драме (δραματα). Временом, хор је изгубио своју првобитну улогу и у античкој комедији (4. и 3. век п. н. е.) па се термин комедија почео примењивати и на веселе драме без обавезног хорског дела (и на оне које су се развиле из старе хорске комедије из Атине и на веселе нехорске драме настале изван Атике). У овом значењу термин комедија улази у модерну књижевну терминологију.

## Развојне фазе
Разликују се посебне фазе у развоју античке комедије:
- (нехорска) сицилијанска комедија,
- стара (атичка) комедија,
- средња (атичка) комедија,
- нова (атичка) комедија,
- римска комедија.

## Атичка комедија

### Стара атичка комедија
Главни чланак: Стара атичка комедија
Стара античка комедија настала је у исто време кад и античка трагедија на прелазу из 6. у 5. век п. н. е. Међутим, обавезни део свечаности посвећених култу Диониса постаје пола века после трагедије. Почиње да се приказује на Великим или Градским Дионисијама тек од 442. п. н. е. Број глумаца био је ограничен на три. Хор, подељен на два полухора, имао је 24 члана који су били различито костимирани (код Аристофана у птице, жабе, зоље).
Аристотел је изнео претпоставку да је стара комедија настала из фаличких, ритуалних, песама које су се певале у поворкама у којима је ношен фалус као симбол плодности. Те су песме одликовали опсцени изрази и лично ругање.
Стара атичка комедија бави се актуелном стварношћу. Она у пуној мери одсликава савремени живот Атињана. Предмет њеног интересовања су јавни обичаји, дневна политика и целокупна просвета (васпитање, филозофија, поезија, музика). Кратин је први међу песницима политику учинио предметом комедије.
Представници старе атичке комедије су Аристофан, Кратин, Еуполид. Сачувано је само 11 комедија Аристофана док од осталих писаца имамо само фрагменте.

### Средња атичка комедија
Друштвене промене у Атини (опадање политичке моћи, потпадање под утицај македонске државе) условиле су и промене старе атичке комедије и развој нове, односно средње атичке комедије (термин који се вероватно јавио у хеленистичком добу). Средња комедија је термин који се јавио после Аристотела. Овим се термином обухватају комедије настале у периоду између 400. и 430. п. н. е. Најистакнутији писци средње комедије били су Алексид, Анаксандрид, Антифан, Еубул и Тимокле. Од дела писаца средње комедије сачувани су наслови и фрагменти. Сачуване су једино две комедије Аристофана Жене у народној скупштини и Плутос, које хронолошки припадају средњој комедији.
У средњој атичкој комедији политика заузима све мање места, хор губи своју улогу коју је имао у старој комедији и више не учествује непосредно у радњи, хорске песме постају самостални умеци, агон (αγων) је претворен у глумачку сцену, парабазе нема. Друштвене и приватне теме постепено су потискивале политичке. Развој комедије се кретао према стварању комедије са јединственом и заокруженом драмском радњом. У њој се јављају мотиви карактеристични за хеленистичку нову комедију: љубав, замена лица, препознавање.

### Нова атичка комедија
Нова комедија настаје постепено из средње комедије. Не може се са сигурношћу повући хронолошка граница између ове две врсте. Почеци нове комедије стављају се у време око 320. п. н. е. Најистакнутији представници нове комедије су Атињанин Менандар (342 – 291. п. н. е.) Дифил из Синопе и Филемон. Нажалост, од дела ових писаца сачуване су само две комедије и то обе Менандрове: Намћор (у целини) и Изабрани суд (три четвртине дела). Од осталих дела Менандра и других писаца сачувани су само фрагменти.
У новој комедији нема политичке сатире, инвектива, актуелно-историјске и локалне тематике старе комедије. Нова комедија је спајала елементе комедије карактера и комедије интриге. Приказивала је типичне ликове и сцене из свакодневице средњег грађанског слоја. Делимично је подсећала на новију европску грађанску драму.

## Римска комедија
Комедија доспева у Рим из грчке књижевности око 240. п. н. е. (заједно са трагедијом). Римска комедија је настала као слободан превод средње и нове комедије приказујући Грке у њиховој средини и одећи. Због тога добија назив палијата. Главни представници Плаут и Теренције.